# Міллер (Небраска)
Міллер (англ. Miller) — селище (англ. village) в США, в окрузі Баффало штату Небраска. Населення — 129 осіб (2020).

## Географія
Міллер розташований за координатами 40°55′39″ пн. ш. 99°23′24″ зх. д. / 40.92750° пн. ш. 99.39000° зх. д. (40.927611, -99.390120).  За даними Бюро перепису населення США в 2010 році селище мало площу 0,98 км², уся площа — суходіл.

## Демографія
Згідно з переписом 2010 року, у селищі мешкало 136 осіб у 59 домогосподарствах у складі 34 родин. Густота населення становила 139 осіб/км².  Було 66 помешкань (67/км²).
Расовий склад населення:
| - 95,6 % — білих - 4,4 % — осіб інших рас |

До двох чи більше рас належало 0,0 %. Частка іспаномовних становила 6,6 % від усіх жителів.
За віковим діапазоном населення розподілялося таким чином: 27,2 % — особи молодші 18 років, 54,4 % — особи у віці 18—64 років, 18,4 % — особи у віці 65 років та старші. Медіана віку мешканця становила 41,3 року. На 100 осіб жіночої статі у селищі припадало 106,1 чоловіків;  на 100 жінок у віці від 18 років та старших — 106,2 чоловіків також старших 18 років.
Середній дохід на одне домашнє господарство  становив 30 058 доларів США (медіана — 22 083), а середній дохід на одну сім'ю — 40 211 долар (медіана — 36 607). За межею бідності перебувало 39,9 % осіб, у тому числі 61,8 % дітей у віці до 18 років та 13,6 % осіб у віці 65 років та старших.
Цивільне працевлаштоване населення становило 55 осіб. Основні галузі зайнятості: сільське господарство, лісництво, риболовля — 21,8 %, виробництво — 18,2 %, освіта, охорона здоров'я та соціальна допомога — 16,4 %.